# Chutes de Laja
 (octobre 2017).
Si vous disposez d'ouvrages ou d'articles de référence ou si vous connaissez des sites web de qualité traitant du thème abordé ici, merci de compléter l'article en donnant les références utiles à sa vérifiabilité et en les liant à la section « Notes et références ».
Les chutes de Laja (espagnol : Salto del Laja) sont quatre cascades situées sur la rivière de Laja, dans la région du Biobío, au centre du Chili. Ces chutes se trouvent à côté de l'ancienne route panaméricaine, entre les villes de Los Ángeles et de Chillán. En aval des chutes, la rivière de Laja a formé un canyon étroit. Les environs de la cascade sont très touristiques.
Les chutes de Laja ressemblent à quatre fers à cheval formant chacun une cascade — un sur chaque bras de la rivière de Laja. La plus haute (35 m) est celle située le plus à l'est, mais celles de l'ouest sont hautes de 20 m. La largeur totale de l'ensemble des quatre chutes est d'environ 455 m.

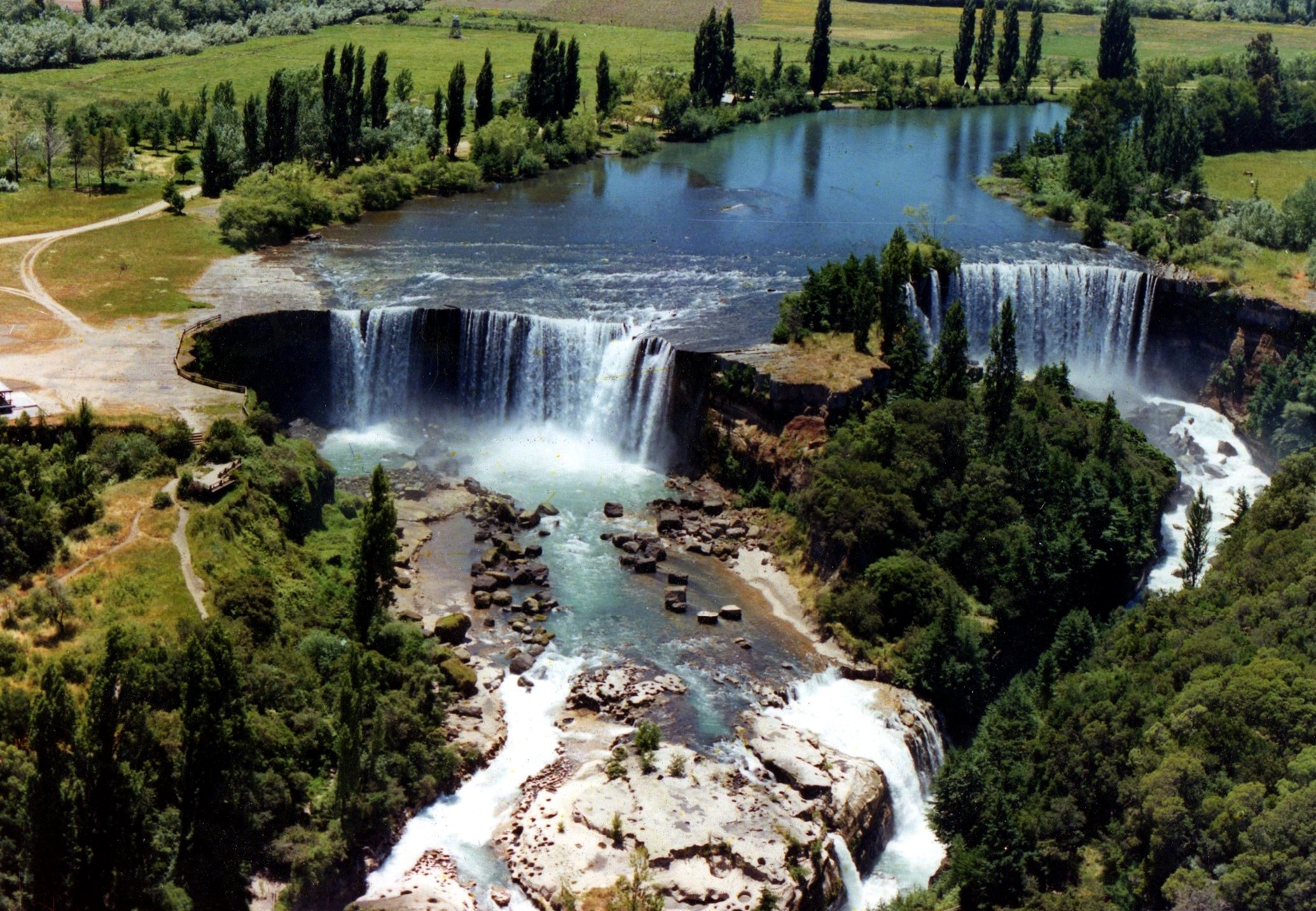
Vue aérienne des chutes 1 et 2.